# Кришьянская волость
Кри́шьянская волость (латыш. Krišjāņu pagasts) — одна из 19 волостей Балвского края в Латвии. Волостной центр — село Кришьяни.
На начало 2015 года население волости составляло 358 постоянных жителей.